# Johann Ferber
Johann Ferber lub Joannis Verwer (ur. 20 stycznia 1430, zm. 31 sierpnia 1501) – patrycjusz gdański, rajca od 1475 roku, burmistrz w latach 1479–1501, burgrabia królewski w Gdańsku 1495, reprezentant Gdańska na zjazdach Hanzy.

## Życiorys
Twórca potęgi rodu Ferberów, armator i bankier, spekulował gruntami, czerpał zyski z wynajmu domów i spekulacji rentą miejską. Prowadził też handel morski, zajmował się eksportem drewna, płodów rolnych i miedzi oraz importem wina, śledzi, soli, sukna i artykułów kolonialnych. Swój kapitał ulokował przede wszystkim w nieruchomościach w Gdańsku i w kosztownościach.
Miał licznych synów, z których największe znaczenie uzyskali Eberhard Ferber (Opiekun Wikarii ołtarza Św. Baltazara i Św. Trójcy w Bazylice NMP w Gdańsku otrzymanego w spadku od Margarety Roggendorff z Torunia w 1430 roku, ciotki jego żony Magdaleny Roggendorff córki Hermana Roggendorg z Gdańska) – burmistrz i burgrabia królewski w Gdańsku, oraz Maurycy (Mauritius) – biskup warmiński.
Po śmierci został pochowany w kościele Mariackim, gdzie przetrwały też jego malarskie wizerunki na skrzydłach dwóch ufundowanych przez niego ołtarzy: Dużego Ołtarza Ferberów z l. 1481/4, którego rzeźbione retabulum zaginęło w czasie II wojny światowej, i zachowanego w całości Małego Ołtarza Ferberów (ok. 1485).